# Half Moon Bay (album)
Half Moon Bay è un album dal vivo del musicista statunitense Bill Evans, pubblicato postumo nel 1998.

## Tracce
1. Introductions - 0:41
2. Waltz for Debby (Bill Evans) - 6:25
3. Time Remembered (Evans) - 5:46
4. Very Early (Evans) - 6:05
5. Autumn Leaves (Joseph Kosma, Jacques Prévert, Johnny Mercer) - 4:47
6. What Are You Doing the Rest of Your Life? (Alan Bergman, Marilyn Bergman, Michel Legrand) - 5:17
7. Quiet Now (Denny Zeitlin) - 5:12
8. Who Can I Turn To (When Nobody Needs Me) (Leslie Bricusse, Anthony Newley) - 6:35
9. How My Heart Sings (Earl Zindars) - 4:47
10. Someday My Prince Will Come (Frank Churchill, Larry Morey) - 6:59

## Formazione
- Bill Evans - piano
- Eddie Gómez - basso
- Marty Morell - batteria